# Moe Berg
Morris "Moe" Berg (2 de marzo de 1902-29 de mayo de 1972) fue un beisbolista de Estados Unidos de las Grandes Ligas de Béisbol, y que más adelante fue un espía durante la Segunda Guerra Mundial.
Aunque jugó 15 temporadas en las Grandes Ligas para 4 equipos diferentes, Berg nunca fue más que un jugador del montón, usado en la defensa, y generalmente era más conocido como "el hombre más inteligente del béisbol" que por sus logros deportivos. Casey Stengel lo describió una vez como "el hombre más extraño que haya jugado al béisbol".
Se graduó de la Universidad de Princeton y Columbia Law School, hablaba varios idiomas y leía varios periódicos al día. Su reputación aumentó con sus apariciones exitosas en el programa radial de preguntas y respuestas "Information, Please!", en donde respondió preguntas sobre la etimología de palabras del griego y el latín, eventos históricos de Europa, de Medio Oriente y de conferencias internacionales.
Como espía, viajó a Yugoslavia a obtener información sobre grupos de resistencia que los Estados Unidos consideraban apoyar. Luego viajó a Italia, en donde entrevistó a varios físicos respecto al programa nuclear de Alemania. Luego de la guerra fue utilizado esporádicamente por la Agencia Central de Inteligencia, pero para los 50 ya estaba desempleado. Pasó sus últimas dos décadas viviendo con familiares.